# Paula Yates
Paula Elizabeth Yates, född 24 april 1959 i Colwyn Bay i norra Wales, död 17 september 2000 i Notting Hill, London, var en brittisk TV-personlighet och författare, mest känd för programmen The Tube och The Big Breakfast. Hon publicerade bland annat böckerna Blondes (1983) och The Fun Starts Here (1990).
Paula Yates var gift med popsångaren Bob Geldof som hon fick döttrarna Fifi, Peaches och Pixie med. I maj 1996 skilde sig makarna. Då hade hon hunnit träffa popsångaren Michael Hutchence. Den 22 juli samma år föddes dottern Tiger. Den 22 november 1997 påträffades Hutchence död på ett hotellrum i Sydney. Den 17 september 2000 hittades Yates död i sitt hem i London av en heroinöverdos, 41 år gammal. År 2014 avled dottern Peaches.